# Wojnowice (Środa Śląska)
Pour les articles homonymes, voir Wojnowice.
Wojnowice est une localité polonaise de la gmina de Miękinia, située dans le powiat de Środa Śląska en voïvodie de Basse-Silésie.